# Колонијализам
Колонијализам је појам који дефинише праксу где поједине државе шире свој суверенитет изван матичне територије кроз оснивање колонија, односно зависних подручја чије се домородачко становништво ставља под непосредну власт или их исељава.
Колонијализам је такође, и назив за идеологију којом се оправдавају такви поступци, најчешће кроз разне верске и расне доктрине о супериорности одређене вере, расе или културе над верама, расама и културама народа и подручја над којима се врши политика колонијализма.
Појам колонијализма је блиско повезан, али не и истоветан са појмом империјализма. У 20. веку је стекао пежоративно значење, јер се повезује с угњетавањем азијских, афричких и латиноамеричких народа од стране европских колонијалних сила.
У историји су познате три врсте колонијализма:
- Класичан колонијализам - води потпуном (политичком и економском) потчињавању народа и држава. Да би се овај циљ постигао, често је примењивана и оружана сила. Након што слободне земље постају колоније других земаља, постају и бесплатан извор сировина и јефтине радне снаге, а метропола добија ново тржиште за извоз робе и капитала. У последње време, класичан колонијализам се распада. Процес деколонизације се није развијао једнако брзо у свим деловима света. Северна и Јужна Америка ослобођене су још у 18. и 19. веку, а Африка и Азија тек у 20. веку.
- Неоколонијализам - представља новији облик колонијализма. Настаје и развија се у 20. веку. Његови главни носиоци су високоразвијене земље. Суштина неоколонијализма је у томе што се земљама, у мањој или већој мери, признаје политичка независност, али се у економском смислу оне доводе у зависан положај. Метропола улаже капитал у онај сегмент производње за који мисли да ће најбрже донети профит. Оваква врста колонијализма се најчешће јавља између бивших колонија и метрополе. Појавом неоколонијализма, наставља се експлоатација природних богатстава сиромашних земаља света.
- Технолошки колонијализам - настаје као вид зависности једне државе од друге, без обзира на њену моћ или војну снагу. Наука постаје основни носилац технолошког напретка, па стога све земље теже ка што већем технолошком напретку, како би могле своје производе да продају на већем тржишту. Пратећа појава технолошког колонијализма је куповање (врбовање) висококвалификованих стручњака. На овај начин, фаворизује се мали број држава које су водеће у некој области научног или технолошког развоја.

## Разјашњење појма
Према историчару Африке Филипу Куртину, колонијализам је „владавина од стране народа који припадају другачијој култури“. Ипак, не сматра се свака туђинска власт нелегитимном.

### Елементи
Како би се јасно представио модерни нововековни колонијализам, треба разјаснити оба елемента из наведене дефиниције, владавина и припадност другачијој култури.
Овдје није реч о класичном односу господар-слуга. Колонијални господари одузимају целом друштву могућност властитог развоја. Тим развојем управљају странци вођени пре свега својим привредним интересима.
Још једна врло важна карактеристика колонијализма је у светској историји ретко виђено одбијање колонијалних господара да успоставе културолошку везу с народима којим су господарили. Од подређених народа се очекивало готово потпуно преузимање норми Европљана. Током 19. века ови захтеви за прилагођавањем Европљанима оправдавани су наводно непремостивом расном и културном надмоћи беле расе. Због таквог става колонијалних господара, експанзија Европљана није довела до културне синтезе каква је успевала на пример Грцима за време грчког колонијализма који је изнедрио хеленизам.
Говорило се чак о обавези беле расе да „цивилизира“ културно „заостале“ народе. Поред уверења у властиту културну надмоћ, у томе је била садржана и потреба наметања своје културе агресивним експанзионистичким методама. Већ најранији шпански и енглески теоретичари колонијализма стилизовали су тадашња освајања као део „божјег плана“ за мисионирање пагана, или као потребу „цивилизовања“ варвара. И каснији амерички као и јапански колонијализам користили су исту такву реторику.
И друге традиционалне културе, као на пример кинеска, биле су уверене у своју надмоћ, али је нису покушавале наметати другим народима.

### Разлике у односу наимперијализам
Империјализмом се означавају све активности које требају да послуже изградњи трансконтиненталних империја. Ту уз јасну намеру увек наново наметнути властите националне интересе спада и моћ за спровођење тих интереса у међународном систему. При томе, империјализам преко колонијализма прелази у светску политику, у којој колоније више нису циљ саме по себи, постају извор моћи који се може замењивати у глобалној борби за моћ.
Осим тога, империјалне силе (као на пример Британска империја у 19. веку и 20. веку) имају економски и политички утицај који надилази подручја њихове директне колоније. То се показало ефикаснијом методом владања.
Како империјализам у себи садржи способност обухватања великих привредних подручја, само се Велика Британија и САД могу сматрати потпуно развијеним империјалним силама. Француска, Немачка, Русија (односно СССР) и Јапан или нису биле довољно дуго присутне на светској сцени, или су биле привредно преслабе за пробој на удаљена тржишта (на пример Совјетски Савез).

## Покретачки мотиви и претпоставке географских открића
При погледу на године најважнијих географских открића, чини се као да је колонијални период, почевши од шпанске феудалне колонизације Америка од 1520, почео готово без икаквих претходних назнака или припрема. Својим опловљавањем 1488. око Рта добре наде Бартоломео Дијас отвара пут према Индијском океану, што је омогућило Васку да Гами да 1498. дође бродом до Индије. Од свог упоришта Гое у Индији, Португалци 1509. стижу до Малаке, а предвођени Алфонсом де Албукерком је 1511. и освајају. Колумбов прелазак Атлантика доводи 1492. до открића Америка.
Заправо, низ научно-техничких открића и одређене социолошко економске околности довеле су до тога, да је историјски изузетно значајна експанзија европских сила почела управо у то време. Једнострана објашњења, као што је чињеница да је у то време отежана трговина с оријентом због исламског освајања (Константинополиса 1453), или да почиње обликовање капиталистичке организације привреде (први потпуни развој капитализма у Енглеској био је тек у 17/18 веку), занемарују велику разноликост предуслова одговорних за специфични ток европских експанзија.

### Научни и технички предуслови
Још у античког доба родила се идеја откривања и упознавања света. Већ питагорејци (школа настала око 525. п. н. е.) су схватили да земља има облик лопте, а спознаја о томе брзо се проширила у времену грчке антике. Ератостен је још око 200. п. н. е. прилично тачно израчунао обим Земље. То је довело до предоџбе о могућности стизања у Азију пловидбом на запад преко Атлантика. У средњем веку пре свега је био познат Птолемејев астрономски уџбеник Алмагест, али он наводи битно мање удаљености. То је подстакло Колумба да верује како може без великих проблема прећи тај, наоко не предалеки пут до Азије.
Картографија развијена још у старом веку није била довољна за сналажење на већим удаљеностима. Тек пројекција која је по свом стваратељу Меркатору (тек 1569) названа Меркаторовом решила је проблем пројекције површине лопте на равну плочу. Поузданост кориштења карата насталих пре тога била је врло упитна.
Астрономска знања су за утврђивање положаја пловидбом на отвореном мору без визуелног контакта с обалом била су у 15. веку и почетком 16. века пуно важнија. Као „небески путоказ“ служиле су звездане карте које су израдили још александријски астрономи. Али, посматрање голим оком било је недовољно, за тачно утврђивање положаја били су потребни посебни инструменти. Док је картографија у раном средњем веку доживјела значајно назадовање знања у односу на антику (црквени оци су најжешће оспоравали идеју о земљи као лопти), грчко наслеђе сачувано је у арапској култури. То знање је поново стигло у Европу преко контаката с Арапима углавном преко Шпаније. Поред тога, персијске и индијске спознаје, као и властита арапска постигнућа у астрономији стижу почетком новог века у Европу.
Инструменти као што је астролаб и кориштење квадранта који се користе за мерење висине звезда, преузети су од Арапа и затим у Европи даље усавршени, а и изумљен је Јакобов штап за мерење угла звезда у односу на површину мора. Компас који је изумљен у Кини и тамо кориштен још око 1080, стиже и усавршава се у Европи око 1200. Осим тога, одступање магнетног северног пола од стварног вероватно је било познато још у времену пре открића Америка.
Најважније техничко достигнуће су били бродови способни за пловидбу океанима. Галије средоземних народа нису биле способне за пловидбу океанима, а викиншке витке и лаке бродове који су били прилагођени тешким условима океана почетком 13. века потиснуле су снажније и тешке брацере. Ову врсту бродова користили су баскијски пирати, а око 1400. су их у Италији мало преобликовали, па она смењује средоземну галију.
Током 15. века уз обале Атлантика, нарочито у Португалу и Кастиљи, настаје мали, дугуљасти брод носивости од 50 до 100 тона, каравела. То је брод који је због различитих висина јарбола био погодан и за снажан и за врло слаб ветар. Осим тога, захваљујући кормилу развијеном на Балтику за брацеру а преузетом код каравела, омогућило је кормилару значајно боље и лакше контролисање брода него код ранијих типова бродова. Б. Гил сматра, да се на примеру бродоградње може без сумње доказати, да је већ у то време постојао „технички космополитизам“.

### Социјално економски разлози
До 11. века владали су средоземљем византинци и Сарацени бавећи се често морским разбојништвима. Њихову доминацију прекидају Пиза и Ђенова, да би касније и сами наставили с пљачкањем бродова пре свега уз обале Мале Азије. Оснивана су и друштва за финансирање таквих потхвата, тако да је понекад тешко разликовати између трговачких мисија и гусарства. За Андалужане је гусарење маварских бродова, пљачкање и заробљавање становника северне Африке и њихова продаја као робља био врло уносан посао. Након што су у оквиру крсташких ратова потиснути арапско-сиријски трговци, италијански градови државе могли су директно да тргују с Левантом и Оријентом. Повећаној потреби за трговањем погодовао је пораст броја становника у Европи од око 1000. године (врхунац је достигнут око 1300. године, непосредно пре кризе 14. века).
Потражња за луксузном робом (теписи, зачини, сировине за производњу боја) с Оријента могла се након слома Џингис Кановог царства, а затим и доласка Османлија задовољити још само преко посредника.

## Историјски преглед
Пад Константинопоља у руке Османлија 1453. може се сматрати покретачким догађајем за кретање на пловидбе океанима које су довеле до географских открића. Оснажено Османлијско царство тада преузима контролу над трговином с Кином и Индијом. То је довело до поскупљења готове робе као што су били порцелан и зачини. Ова „блокада“ подстакла је европске научнике да се интензивније позабаве потрагом за алтернативним путевима према Азији. Још један разлог је била и трговачка политика Венеције и Ђенове које су владале Средоземљем и заједно с византом почетком новог века успоставили монопол на трговину са Кином и Индијом.
Европске државе су се у освајању и искориштавању других континената, као Африке, Азије, Америке и Аустралије, понашале према колонијалном обрасцу. Узимале су сировине (сировину за шећер из шећерне трске, злато, дијаманти) из колонијализираних земаља без плаћања примерене противвредности за њих. Време колонијализма обележено је насиљем и тлачењем домородаца тих континената.
До почетка Првог светског рата колонијализам је у пуном замаху обухватио огромна подручја:
| Колонијални поседи великих сила                                               |                                                                               |                                                                               |                                                                               |                                                                               |                                                                               |                                                                               |          |              |
|                                                                               | колоније                                                                      | колоније                                                                      | колоније                                                                      | колоније                                                                      | метропола*                                                                    | метропола*                                                                    | УКУПНО   | УКУПНО       |
|                                                                               | 1876.                                                                         | 1876.                                                                         | 1914.                                                                         | 1914.                                                                         | 1914.                                                                         | 1914.                                                                         | 1914.    | 1914.        |
|                                                                               | мил. km²                                                                      | мил. stanov.                                                                  | мил. km²                                                                      | мил. станов.                                                                  | мил. km²                                                                      | мил. станов.                                                                  | мил. km² | мил. станов. |
| Британска империја                                                            | 22,5                                                                          | 251,9                                                                         | 33,5                                                                          | 395,5                                                                         | 0,3                                                                           | 46,5                                                                          | 33,8     | 440,0        |
| Руско царство                                                                 | 17,0                                                                          | 15,9                                                                          | 17,4                                                                          | 33,2                                                                          | 5,4                                                                           | 136,2                                                                         | 22,8     | 169,4        |
| Француско царство                                                             | 0,9                                                                           | 6,0                                                                           | 10,6                                                                          | 55,5                                                                          | 0,5                                                                           | 39,6                                                                          | 11,1     | 95,1         |
| Немачко колонијално царство                                                   | -                                                                             | -                                                                             | 2,9                                                                           | 12,3                                                                          | 0,5                                                                           | 69,4                                                                          | 3,4      | 77,2         |
| Америчко царство                                                              | -                                                                             | -                                                                             | 0,3                                                                           | 9,7                                                                           | 9,4                                                                           | 97,0                                                                          | 9,7      | 106,7        |
| Јапанско царство                                                              | -                                                                             | -                                                                             | 0,3                                                                           | 19,2                                                                          | 0,4                                                                           | 53,0                                                                          | 0,7      | 72,2         |
|                                                                               |                                                                               |                                                                               |                                                                               |                                                                               |                                                                               |                                                                               |          |              |
| 6 великих сила укупно                                                         | 40,4                                                                          | 273,8                                                                         | 65,0                                                                          | 523,4                                                                         | 16,5                                                                          | 437,2                                                                         | 81,5     | 960,2        |
| Колонијални поседи других држава (Белгијско царство, Холандско царство и др.) | Колонијални поседи других држава (Белгијско царство, Холандско царство и др.) | Колонијални поседи других држава (Белгијско царство, Холандско царство и др.) | Колонијални поседи других држава (Белгијско царство, Холандско царство и др.) | Колонијални поседи других држава (Белгијско царство, Холандско царство и др.) | Колонијални поседи других држава (Белгијско царство, Холандско царство и др.) | Колонијални поседи других држава (Белгијско царство, Холандско царство и др.) | 9,9      | 45,3         |
| Полуколоније (Иран, Кина, Јапан и др.)                                        | Полуколоније (Иран, Кина, Јапан и др.)                                        | Полуколоније (Иран, Кина, Јапан и др.)                                        | Полуколоније (Иран, Кина, Јапан и др.)                                        | Полуколоније (Иран, Кина, Јапан и др.)                                        | Полуколоније (Иран, Кина, Јапан и др.)                                        | Полуколоније (Иран, Кина, Јапан и др.)                                        | 14,5     | 361,2        |
| Остале земље                                                                  | Остале земље                                                                  | Остале земље                                                                  | Остале земље                                                                  | Остале земље                                                                  | Остале земље                                                                  | Остале земље                                                                  | 28,0     | 289,9        |
| Цела земаљска кугла                                                           | Цела земаљска кугла                                                           | Цела земаљска кугла                                                           | Цела земаљска кугла                                                           | Цела земаљска кугла                                                           | Цела земаљска кугла                                                           | Цела земаљска кугла                                                           | 133,9    | 1.657,0      |
| Извор: Лењин, "Империјализам као највиши стадијум капитализма" “              |                                                                               |                                                                               |                                                                               |                                                                               |                                                                               |                                                                               |          |              |
| * под метрополом подразумева се матица земља, односно колонијална сила        |                                                                               |                                                                               |                                                                               |                                                                               |                                                                               |                                                                               |          |              |

## Крај колонијалног раздобља
Раздобље колонијализма у ужем смислу речи завршава у деценијама након Другог светског рата, кад готово све некадашње колоније добијају независност. У Африци и на Блиском истоку је након тога често долазило до ратова, јер су колонијалне силе границе између својих поседа повлачиле „за столом, на цртаћим даскама“, најчешће занемарујући при томе културне везе и међузависности појединих подручја. Многе државе трећег света налазиле су се и након стицања самосталности у привредно зависном положају у односу на своје раније колонизаторе.